# Ericameria parishii
Ericameria parishii là một loài thực vật có hoa trong họ Cúc. Loài này được (Greene) H.M.Hall mô tả khoa học đầu tiên năm 1907.